# Aglaonema densinervium
Aglaonema densinervium är en kallaväxtart som beskrevs av Adolf Engler. Aglaonema densinervium ingår i släktet Aglaonema och familjen kallaväxter. Inga underarter finns listade.